# Dante Córdova Blanco
Dante Córdova Blanco (Lima, 3 de junio de 1943) es un abogado y empresario peruano. Fue ministro de Transportes y Comunicaciones, ministro de Educación y primer ministro del Perú.

## Educación
Realizó sus estudios escolares en el Colegio Nacional Nuestra Señora de Guadalupe, egresando en 1960. Cursó sus estudios Superiores en la Universidad Nacional Mayor de San Marcos obteniendo el título de abogado. Su tesis estuvo referida a un estudio sobre la Estructura de autoridad en las comunidades campesinas del Perú.

## Trayectoria en el sector privado
Dante Córdova ha desarrollado diversas actividades en el ámbito empresarial y educativo, ejerciendo los siguientes cargos:
- Presidente del directorio de la empresa IVER S.A.
- Miembro del Consejo Nacional de Educación (CNE)
- Miembro del Consejo Directivo del Centro de Información y Educación para la prevención del abuso de Drogas (CEDRO)
- Miembro del Consejo Consultivo de la Fundación Santillana,
- Director del Centro de Innovaciones y Evaluaciones Educativas (CIEE)
- Miembro del Centro de Arbitraje de la Cámara de Comercio de Lima

Asimismo ocupó los siguientes cargos en el sector privado:
- Director Gerente General de PERUMAR S.A.
- Presidente del directorio de la Naviera Petrolera Transoceánica
- Director de la Asociación de Exportadores del Perú (ADEX)
- Director de la Cámara de Comercio e Integración Peruano Brasilera (Capebras)
- Director de la Asociación Peruano Colombiana de Integración Económica y Promoción de Exportaciones (APECO)
- Director de PERUNED S.A.
- Presidente de la Comisión de Proyecto de Inversión Pública (COPRI).

## Cargos públicos
Dante Córdova ejerció la dirección de la Corporación Peruana de Aeropuertos y Aviación Comercial (CORPAC) y de Petróleos del Perú (Petroperú).
Desde el 3 de febrero de 1993, durante la presidencia de Alberto Fujimori, ocupó el cargo de Ministro de Transportes y Comunicaciones. Ejerció dicho cargo hasta octubre de 1994, mes en que renunció. En su gestión se dio impulso al desarrollo vial, reflejado en la reconstrucción de la carretera Panamericana y se promovió la construcción de caminos rurales.
En junio de 1995 reingresó a la actividad pública como ministro de Educación. El 28 de julio de 1995 asumió la Presidencia del Consejo de Ministros. Renunciando a dichos cargos el 2 de abril de 1996. En 2020, fue designado miembro del Consejo Nacional de Educación hasta su finalización en 2023. No ha vuelto a ejercer ningún cargo público.
Entre diciembre de 1996 y abril de 1997, fue uno de los rehenes de la toma de la residencia del embajador japonés por parte del MRTA.

## Premios y distinciones
- Condecoración con las Palmas Magisteriales en el Grado de Amauta.
- Premio “Ardilla de Oro” otorgado por la Asociación Nacional de Transporte Terrestre Carga (ANATEC).